# Portrait de Juan Martin Diaz, el Empecinado
Le portrait de Juan Martin Dias, el Empecinado (1809) est une huile sur toile de Francisco de Goya conservée au musée des beaux-arts occidentaux de Tokyo.

## Contexte
Durant la guerre d’indépendance espagnole, le peintre ne reçut plus de commandes et laissa libre cours à son imagination. On ne sait pas exactement dans quelles conditions il vint à réaliser le portrait du général Juan Martins Diaz, mais il semble que le voyage du peintre à Saragosse de 1808, zone qui n’était pas occupée par les Français, fut probablement à la source de ce portrait de Juan Martín, dît « le Têtu » (1809). D’après la fondation Goya en Aragon, le portrait date d’avant le printemps 1809, époque où le peintre revint à Madrid.

## Analyse
Goya représente Juan Martín Díez vu à mi-corps, de trois quarts regardant en face de lui le spectateur droit dans les yeux. Il est vêtu de son uniforme de cavalerie rouge vif, porte ses décorations militaires dorées et une bande aux armes de la Castille.
Goya capte son expression de militaire décidé et vainqueur.